# Boeing C-32

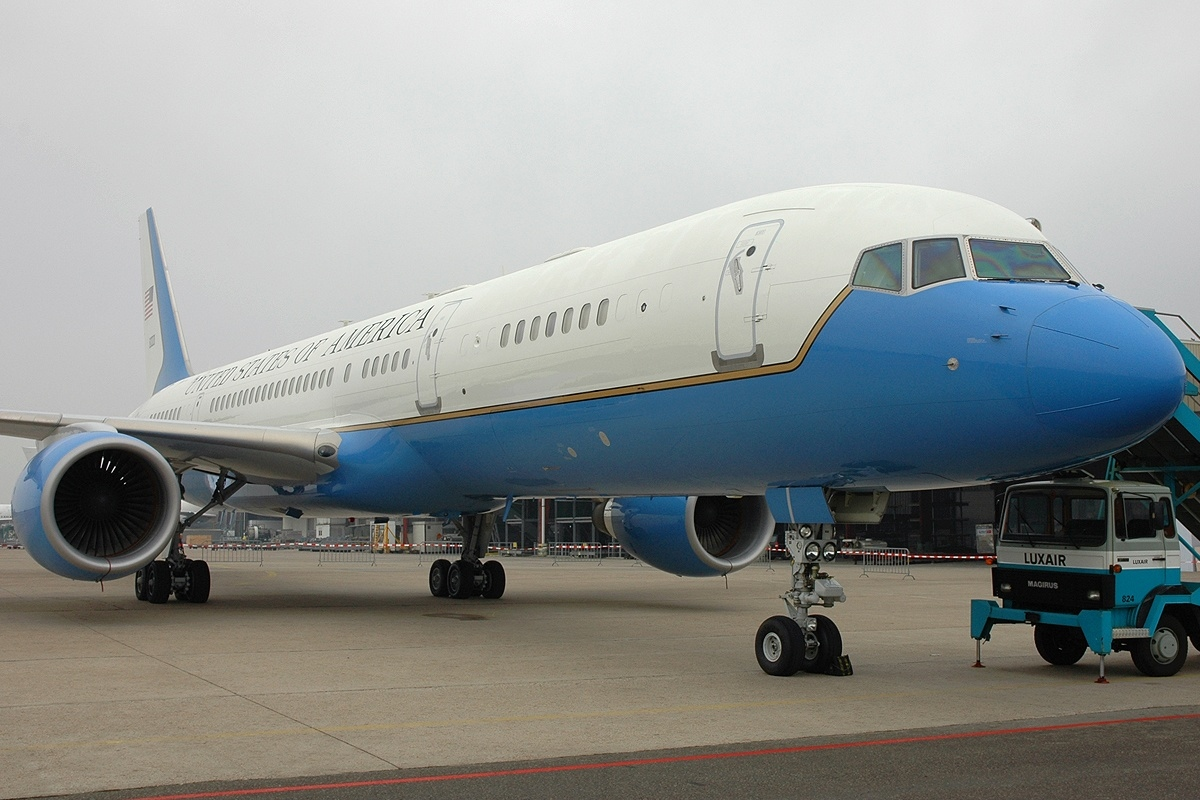
Boeing C-32A (757-2G4), USA - Air Force

O Boeing C-32 é um avião de transporte criado e desenvolvido pela Força Aérea dos Estados Unidos. Esta aeronave foi desenhada com base no modelo da aeronave Boeing 757. Existem duas versões o C-32A e o C-32B. A versão A é usada para o transporte do vice-presidente dos Estados Unidos. A versão B é usada para dar suporte às equipas que estão no terreno. Foram construidas 6 aeronaves no total, 4 versões A e 2 B.

## Características gerais[1]
Área da asa: 185,25 pés quadrados (17,210 m2)  
Peso vazio: 128.730 lb (58.391 kg) OWE 
Peso máximo sem combustível: 186.000 lb (84.368 kg) MZFW 
Peso máximo de decolagem: 256.000 lb (116.120 kg) MTOW 
Peso máximo de pouso: 210.000 lb (95.254 kg) MLW 
Capacidade de combustível: 13.334 US gal (11.103 imp gal; 50.475 L) com tanques auxiliares em porões de carga à proa e à ré Powerplant: 2 × Pratt & Whitney PW2000-40 motores turbofan, 40.100 lbf (178 kN) de empuxo cada 
Desempenho Velocidade máxima: 526 kn (605 mph, 974 km/h) 
Velocidade máxima: Mach 0,86 (MMO) 
Velocidade de cruzeiro: Mach 0,8 Velocidade de aproximação: 137 kn (158 mph; 254 km/h) 
Altura inicial de cruzeiro: 35.400 pés (10.790 m) 
Alcance: 5.650 milhas náuticas (6.500 mi, 10.460 km) Milha náutica
Teto de serviço: 42.000 pés (13.000 m) 
Carga da asa: 127,88 lb/pés quadrados (624,4 kg/m2) 
Comprimento do campo de decolagem:(2.377 m)